# Wellington Kaoma
Pour les articles homonymes, voir Kaoma (homonymie).
Wellington Kaoma, né le 10 août 1974 à Lusaka, est un arbitre zambien de football, qui officie internationalement depuis 2000.

## Carrière
Il a officié dans des compétitions majeures : 
- Coupe d'Afrique des nations junior 2009 (3 matchs)
- Coupe d'Afrique des nations des moins de 17 ans 2011 (3 matchs)
- CHAN 2011 (1 match)